# Baró Samedi

Vévé de Baron Samedi

Dins el vodú, el Baró Samedi és una de les advocacions del loa Baron (els loas són els esperits de la religió vodú). És el loa dels morts, amb les seves altres encarnacions com el Baron Cimetière i el Baron La Croix. És un dels guédés - els esperits de la mort en el vodú - o el seu pare espiritual. La seva muller és Maman Brigitte.
Se'l representa vestit amb un barret de copa blanc, i amb frac, ulleres de sol i amb cotons al nas.
És l'esperit de la mort i de la resurrecció. Es troba a l'entrada dels cementiris i en el camí dels morts cap a la Guinea. També representa els excesos sexuals. El seu caminar és una mena de dansa desmenjada, "la banda", que imita el coit.
El Baró Samedi apareix a dues pel·lícules de James Bond: Live and let die i Goldeneye.